# Décasyllabe
Il décasyllabe è, nella metrica francese e provenzale, un verso corrispondente all'endecasillabo della metrica italiana.
Secondo D'Arco Silvio Avalle "il decasillabo è, nei suoi originari tratti, il modello dell'endecasillabo e consiste nell'adattamento galloromanzo di un verso che già si può trovare nei tropi della scuola di Limoges e addirittura nel ritornello dell'inno cristiano "Apparebit repentina dies magna domini", un tetrametro trocaico che nei versi "in tremendò  die iudiciì" riporta accenti sull'ultima sillaba dei due emistichi".